# 特呂夫特河
51°2′12.7″N 8°20′12.7″E / 51.036861°N 8.336861°E
特呂夫特河（德語：Trüfte），是德國的河流，位於該國西部，處於北萊茵-威斯特法倫州，屬於埃德河的左支流，河道全長8.9公里，流域面積16.6平方公里。